# Contrexéville Challenger 1998
Il Contrexéville Challenger 1998 è stato un torneo di tennis facente parte della categoria ATP Challenger Series nell'ambito dell'ATP Challenger Series 1998. Il torneo si è giocato a Contrexéville in Francia dal 13 al 19 luglio 1998 su campi in terra rossa.

## Vincitori

### Singolare
Younes El Aynaoui ha battuto in finale  Arnaud Di Pasquale con il punteggio di 6–4, 6–7, 6–0

### Doppio
Diego del Río /  Martín Rodríguez hanno battuto in finale  Álex López Morón /  Jairo Velasco, Jr. con il punteggio di 7–6, 4–6, 6–4